# Agnes Raab
Agnes Raab (* 27. August 1900 in Münster; † Juli 1960) war eine deutsche Politikerin (Ost-CDU). Sie war von 1946 bis 1950 Landtagsabgeordnete in Sachsen-Anhalt. 1952 floh sie in die Bundesrepublik.

## Leben
Raab war Lehrerin und Mutter von drei Kindern. Nach dem Zweiten Weltkrieg trat sie in Halle (Saale) der CDU bei und war Mitglied des Landesvorstands. Sie engagierte sich in der Frauenpolitik. Bei der Landtagswahl in Sachsen-Anhalt 1946 wurde sie in den Landtag gewählt. Dort war sie Sekretärin der CDU-Fraktion. Am 10. Oktober 1949 protestierte sie mit mehreren anderen CDU-Abgeordneten durch Auszug aus dem Saal gegen die Gründung der DDR. Anders als mehrere andere Beteiligte an dieser Aktion wurde sie nicht aus der CDU ausgeschlossen und behielt auch ihr Landtagsmandat bis zum Ende der Legislaturperiode.
1952 floh sie nach München, wo sie als politischer Flüchtling anerkannt wurde.